# Berhane Herpassa
Berhane Herpassa (* 30. Juli 1983) ist eine ehemalige äthiopische Leichtathletin, die sich auf den Mittelstreckenlauf spezialisiert hat. Zu ihren größten Erfolgen zählen zwei Bronzemedaillen über 1500 Meter bei den Afrikameisterschaften 2000 und 2006.

## Sportliche Laufbahn
Erste Erfahrungen bei internationalen Meisterschaften sammelte Berhane Herpassa vermutlich im Jahr 2000, als sie bei den Afrikameisterschaften in Algier in 4:16,87 min die Bronzemedaille im 1500-Meter-Lauf hinter der Algerierin Nouria Mérah-Benida und Gladys Wamuyu aus Kenia gewann. Im Jahr darauf gewann sie bei den Juniorenafrikameisterschaften in Réduit in 2:06,39 min und 4:23,35 min jeweils die Silbermedaille über 800 und 1500 Meter und 2022 belegte sie bei den Juniorenweltmeisterschaften in Kingston in 2:11,08 min den achten Platz über 800 Meter und gewann in 4:13,59 min die Silbermedaille über 1500 Meter. Anschließend belegte sie bei den Afrikameisterschaften in Radès in 2:08,11 min den siebten Platz im 800-Meter-Lauf und gelangte über 1500 Meter mit 4:23,47 min auf Rang sechs. 2003 schied sie bei den Afrikaspielen in Abuja mit 2:04,00 min im Vorlauf über 800 Meter aus und belegte in 4:24,84 min den vierten Platz über 1500 Meter. Anschließend siegte sie in 4:17,36 min über 1500 Meter bei den Afro-asiatischen Spielen in Hyderabad und sicherte sich in 2:05,31 min die Bronzemedaille über 800 Meter hinter der Tansanierin Lwiza John und Wang Yuanping aus der Volksrepublik China. 2006 gewann sie bei den Afrikameisterschaften in Bambous in 4:24,09 min die Bronzemedaille über 1500 Meter hinter Nouria Mérah-Benida aus Algerien und der Tunesierin Safa Aissaoui. Zudem wurde sie über 800 Meter disqualifiziert. Bis 2009 bestritt sie Wettkämpfe im Straßenlauf, ehe sie ihre aktive sportliche Karriere im Alter von 27 Jahren beendete.
2006 wurde Herpassa äthiopische Meisterin im 1500-Meter-Lauf.

## Persönliche Bestleistungen
- 800 Meter: 2:03,65 min, 15. August 2000 in Brasschaat
- 1500 Meter: 4:07,44 min, 6. Juli 2001 in Saint-Denis
- Meile: 4:28,20 min, 15. Juni 2003 in Lille